# Live/Dead
Live/Dead je první koncertní album americké psychedelicky rockové skupiny Grateful Dead, nahrané v první polovině roku 1969 a vydané v listopadu téhož roku. V roce 2003 se podle časopisu Rolling Stone umístil na 244 pozici v jejich seznamu 500 nejlepších alb všech dob.

## Seznam skladeb
| Strana 1 | Strana 1  | Strana 1                                               | Strana 1 |
| Pořadí   | Název     | Autor                                                  | Délka    |
| -------- | --------- | ------------------------------------------------------ | -------- |
| 1.       | Dark Star | Garcia, Hart, Kreutzmann, Lesh, McKernan, Weir, Hunter | 23:18    |

| Strana 2 | Strana 2    | Strana 2             | Strana 2 |
| Pořadí   | Název       | Autor                | Délka    |
| -------- | ----------- | -------------------- | -------- |
| 2.       | St. Stephen | Garcia, Lesh, Hunter | 6:31     |
| 3.       | The Eleven  | Lesh, Hunter         | 9:18     |

| Strana 3 | Strana 3                | Strana 3                     | Strana 3 |
| Pořadí   | Název                   | Autor                        | Délka    |
| -------- | ----------------------- | ---------------------------- | -------- |
| 4.       | Turn On Your Love Light | Joseph Scott, Deadric Malone | 15:05    |

| Strana 4 | Strana 4                  | Strana 4                                                  | Strana 4 |
| Pořadí   | Název                     | Autor                                                     | Délka    |
| -------- | ------------------------- | --------------------------------------------------------- | -------- |
| 5.       | Death Don't Have No Mercy | Reverend Gary Davis                                       | 10:28    |
| 6.       | Feedback                  | Constanten, Garcia, Hart, Kreutzman, Lesh, McKernan, Weir | 7:49     |
| 7.       | And We Bid You Goodnight  | Traditional                                               | 0:35     |

## Sestava
- Jerry Garcia - sólová kytara, zpěv
- Phil Lesh - baskytara, zpěv
- Bob Weir - rytmická kytara, zpěv
- Mickey Hart - perkuse
- Bill Kreutzmann - perkuse
- Tom Constanten (T.C.) - klávesy
- Pigpen - zpěv, konga, varhany v "Death Don't Have No Mercy"